# Contremoulins
Contremoulins ist eine französische Gemeinde mit 167 Einwohnern (Stand: 1. Januar 2022) im Département Seine-Maritime in der Region Normandie (vor 2016 Haute-Normandie). Sie gehört zum Arrondissement Le Havre und zum Kanton Fécamp (bis 2015 Valmont).

## Geographie
Contremoulins liegt im Pays de Caux etwa 41 Kilometer nordöstlich von Le Havre. Umgeben wird Contremoulins von den Nachbargemeinden Toussaint im Norden und Nordwesten, Thiergeville im Osten, Bec-de-Mortagne im Süden, Tourville-les-Ifs im Westen und Südwesten sowie Ganzeville im Westen und Nordwesten.

## Bevölkerungsentwicklung
| Jahr                      | 1962 | 1968 | 1975 | 1982 | 1990 | 1999 | 2006 | 2013 |
| Einwohner                 | 185  | 151  | 165  | 176  | 231  | 208  | 200  | 181  |
| Quelle: Cassini und INSEE |      |      |      |      |      |      |      |      |

## Sehenswürdigkeiten
- Kirche Saint-Martin aus dem 17. Jahrhundert
- Schloss Gruville
- Schlossruine von Franqueville aus dem 18. Jahrhundert